# Thesium vahrmeijeri
Thesium vahrmeijeri är en sandelträdsväxtart som beskrevs av J.P.M. Brenan. Thesium vahrmeijeri ingår i släktet spindelörter, och familjen sandelträdsväxter. Inga underarter finns listade i Catalogue of Life.